# Crash Bandicoot
Crash Bandicoot — игра в жанре платформера, разработанная компанией Naughty Dog и изданная Sony Computer Entertainment для игровой системы PlayStation в 1996 году. Игрок управляет Крэшем — генетически модифицированным тасманийским бандикутом, созданным безумным учёным доктором Нео Кортексом. Сюжет игры рассказывает о том, как Крэш пытается расстроить планы Кортекса по захвату мира и спасти свою девушку Тавну, которая также является созданным Кортексом бандикутом. Основная часть игры выполнена в формате от третьего лица с камерой, следящей за Крэшем сзади, хотя некоторые уровни также имеют вид спереди или сбоку.
Заключив договор с Universal Interactive Studios, сооснователи Naughty Dog Энди Гэвин и Джейсон Рубин отправились в автомобильное путешествие из Бостона в Лос-Анджелес. По пути они пришли к идее создания платформера с персонажем в трёхмерной перспективе, заметив графические новшества в аркадных играх. Во время встречи с Universal Interactive было решено разработать игру для PlayStation, поскольку у Sony не было собственного маскота. Главный герой вначале получил имя «Вилли Вомбат», а для разработки персонажей и сюжета были приглашены художники Джо Пирсон и Чарльз Зембиллас. Имя «Крэш Бандикут» было дано герою из-за его привычки разбивать ящики, которые были добавлены в игру для заполнения пустоты на уровнях. После успешной демонстрации проекта Sony приняла решение издать игру, которая затем была анонсирована на выставке E3 1996 года.
Игра Crash Bandicoot была положительно встречена критиками, которые отметили графику, презентацию, звуковое сопровождение, уровень сложности и главного героя игры, но раскритиковали линейность и отсутствие инноваций в жанре платформера. Игра разошлась тиражом более 6 миллионов экземпляров, что сделало её одной из самых продаваемых игр для PlayStation и самой продаваемой игрой в США на тот момент. Для издания в Японии были проведены обширные доработки игрового процесса и дизайна, благодаря чему игра стала коммерчески успешной и в этом регионе. Crash Bandicoot стала первой игрой в одноимённой серии, которая завоевала критическое и коммерческое признание, укрепив репутацию Naughty Dog в индустрии видеоигр. В 2017 году была выпущена обновлённая версия игры в составе сборника Crash Bandicoot N. Sane Trilogy.

## Игровой процесс
Crash Bandicoot — игра в жанре платформера, в которой игрок принимает на себя роль Крэша Бандикута. Задача Крэша — пройти 32 уровня, чтобы победить доктора Нео Кортекса и спасти свою подружку Тавну. Игровой процесс в основном представлен в виде от третьего лица, с движением Крэша вглубь экрана. В определённых уровнях, где Крэшу нужно убегать от катящегося валуна, перспектива меняется на обратную. Также имеются уровни с классической боковой прокруткой. Крэш может двигаться во всех направлениях, включая движение влево и вправо. Крэш может атаковать врагов, прыгая на них или выполняя вращающуюся атаку, которая отбрасывает врагов за экран, при этом отброшенные враги могут поразить других противников. На двух уровнях Крэш управляет диким кабаном, при этом ему требуется уворачиваться от препятствий и врагов.
На каждом уровне игры расположены различные типы ящиков, которые можно разрушить несколькими способами: прыгнув на них, вращаясь или попадая в них отброшенным врагом. В большинстве ящиков находятся «Фрукты Вумпа», за сбор сотни которых Крэш получает дополнительную жизнь. Некоторые ящики имеют иконки, указывающие на их содержимое. Ящики с изображением Аку-Аку даруют защитную маску, способную защитить Крэша от одного контакта с врагом или опасностью. При сборе трёх масок подряд Крэш получает временную неуязвимость ко всем мелким угрозам. Ящики с буквой «C» (англ. Checkpoint) служат контрольными точками, на которых Крэш может возродиться после потери жизни. При прыжке на красные ящики с TNT запускается трёхсекундный обратный отсчёт, по истечении которого происходит взрыв, а при ударе вращающейся атакой взрыв происходит мгновенно.
На многих уровнях игры Крэш может найти ящики, содержащие жетоны с изображениями Тавны, Кортекса или его помощника Нитруса Брио. Собрав три жетона одного персонажа, Крэш перемещается на «бонусный уровень», где ему нужно разбить все ящики. Падение с экрана в бонусном раунде не приводит к потере жизни, но отправляет Крэша обратно на уровень. Некоторые уровни предлагают бонусные раунды от двух разных персонажей. Бонусные уровни Тавны являются наиболее лёгкими, их прохождение позволяет сохранить игру. Бонусные уровни Брио сложнее и содержат больше ящиков с TNT, требуя от игрока более точных прыжков. Бонусные раунды Кортекса являются самыми сложными и присутствуют всего на двух уровнях. Прохождение бонусного уровня Кортекса даёт Крэшу ключ к секретному уровню.
Прохождение уровня без потери жизни с разбитием всех ящиков на уровне, кроме тех, что находятся в бонусных раундах, даёт Крэшу драгоценный камень. Этот камень отображается на экране карты рядом с названием пройденного уровня. Если игрок проходит уровень за одну жизнь, не разбив все ящики, то на экране показывается количество пропущенных ящиков. При потере хотя бы одной жизни в течение уровня игрок сразу переходит на экран карты после его завершения. Большинство драгоценных камней прозрачные и бесцветные, но существует шесть цветных камней, которые позволяют Крэшу добраться до ранее недоступных областей на предыдущих уровнях. Сбор всех 26 драгоценных камней открывает специальный эпилог, доступный с предпоследнего уровня игры.

## Сюжет
На отдалённом архипелаге, расположенном на расстоянии 480 км к западу от Тасмании, безумный учёный доктор Нео Кортекс использует свой «Evolvo-Ray» (с англ. — «Эволво-луч») для генетической модификации местной фауны с целью создания антропоморфной армии солдат для захвата мира. Среди преобразованных существ — тасманийский бандикут по имени Крэш, которого Кортекс выбирает в качестве генерала своей армии. Накануне дня, когда Крэш должен был быть подвергнут воздействию машины «Cortex Vortex» для промывки мозгов, он привязывается к самке бандикута по имени Тавна. Однако Крэш был отвергнут машиной и сбежал из замка Кортекса, в результате чего падал в океан. Пока Кортекс подготавливает Тавну на замену Крэшу, тот выбирается на берег меньшего острова и решает спасти Тавну и победить Кортекса. В его миссии ему помогает дух шамана Аку-Аку, защищающий острова.
Крэш отправляется в продолжительное путешествие по архипелагу, которое занимает несколько месяцев. Проходя через местное селение, он побеждает враждебного племенного вождя Папу Папу. После получения известия о приближении Крэша, Кортекс посылает своих солдат, чтобы те избавились от него. Крэш одерживает победу над Риппером Ру, Коалой Конгом и Пинстрайпом Потору, после чего добирается до укреплений Кортекса и встречается с помощником доктора Нитрусом Брио, который после приема зелья превращается в огромного зеленого монстра. Крэш находит убежище на воздушном корабле Кортекса, в то время как Кортекс, управляя гравипланом, атакует его плазменной пушкой. Крэш отражает энергетические заряды Кортекса обратно в него и тот падает с неба. Тавна обнимает Крэша, и они улетают на воздушном корабле Кортекса в закат.
Эпилог подробно рассказывает о дальнейших судьбах антагонистов игры после поражения и исчезновения Кортекса. Папу Папу продает остатки замка Кортекса застройщику курорта и на вырученные деньги открывает магазин одежды для полных людей; Риппер Ру проходит курс интенсивной терапии, получает высшее образование и пишет книгу, которая обсуждает быстрые эволюционные процессы и их последствия, и которая встречена положительно; Коала Конг переезжает в Голливуд и начинает карьеру актера; Пинстрайп открывает компанию по мойке одежды в Чикаго и готовится к участию в губернаторских выборах; Брио вновь обретает любовь к работе бармена.

## Разработка

### Зарождение
5 января 1994 года вице-президент конгломерата MCA Inc. Скип Пол основал Universal Interactive Studios — подразделение по разработке и изданию видеоигр и интерактивного программного обеспечения. Это было ответом на тенденцию кинопромышленности к открытию подобных подразделений. Подразделение стремилось приобрести независимых разработчиков для создания игр и интерактивных фильмов на основе франшиз Universal Pictures. На зимней Consumer Electronics Show того же года основатели компании Naughty Dog, Энди Гэвин и Джейсон Рубин, в поисках издателя представляли свою новую игру Way of the Warrior, а их стенд оказался рядом со стендом Universal Interactive, на котором присутствовали Марк Серни и Роб Биниаз. Вскоре разразилась борьба за права на издание игры между Universal Interactive, The 3DO Company и Crystal Dynamics; Universal Interactive выиграла, предложив Naughty Dog разработку трёх новых проектов с сохранением творческой свободы. Это необычное соглашение позволило обеспечить долгосрочное сотрудничество и создание продукта, отвечающего ожиданиям Universal Interactive.
В августе 1994 года Энди Гэвин и Джейсон Рубин начали свой переезд из Бостона, штат Массачусетс, в Лос-Анджелес, штат Калифорния. Перед отъездом они наняли Дейва Бэггетта, своего первого сотрудника и друга Гэвина из Массачусетского технологического института; Бэггетт начал работать на полную ставку только в январе 1995 года. Во время переезда Гэвин и Рубин внимательно изучали рынок аркадных игры и заметили, что жанры гонок, файтингов и стрелялок начали переходить к полноценной трехмерной графике. Сначала они рассмотрели возможность создания трехмерной игры в стиле «beat 'em up» по мотивам игры Final Fight 1989 года, но затем осознали, что их любимый жанр — платформерные игры с персонажами — на тот момент не имел трёхмерных проектов. Они были впечатлены игрой Donkey Kong Country и задумались о возможности переноса такого игрового процесса в три измерения. Они пришли к выводу, что в трёхмерной перспективе игрок будет всё время смотреть на спину героя, и с юмором выбрали рабочее название своему гипотетическому проекту — «Игра про задницу Соника» (англ. Sonic's Ass Game). К моменту прибытия в Колорадо у Гэвина и Рубина уже был продуман базовый концепт игры, и они отказались от идеи создания Al O. Saurus and Dinestein, двухмерной игры про путешествия во времени и ученых, генетически слившихся с динозаврами.
После переезда в новый офис в Юнивёрсал-Сити, Калифорния, основатели Naughty Dog встретились с Марком Серни. Группе понравилась идея «игры про задницу Соника», и возник вопрос выбора платформы для разработки. Команда рассмотрела несколько вариантов: 3DO Interactive Multiplayer, Atari Jaguar, Sega 32X и Sega Saturn, но из-за невысоких продаж и неудобных комплектов для разработки эти варианты были отвергнуты. В конечном итоге выбор пал на новую систему Sony PlayStation, которую команда сочла привлекательной, также учитывалось отсутствие у компании Sony собственного маскота-конкурента. После подписания соглашения с Sony, компания Naughty Dog потратила 35 тысяч долларов на приобретение комплекта разработки для PlayStation, который был доставлен в сентябре 1994 года. Бюджет на разработку игры составил 1,7 миллиона долларов, и производство началось в октябре 1994 года. Рубин и Гэвин стали 44-м и 45-м разработчиками, приступившими к работе над проектами для PlayStation, и, по словам Рубина, Crash Bandicoot стала 30-й игрой, разрабатываемой для этой платформы. Компания Universal Interactive назначила Дэвида Силлера продюсером проекта из-за его опыта в области дизайна игр, несмотря на сопротивление этому решению со стороны Гэвина и Рубина.
При создании главного персонажа для игры команда Naughty Dog решила последовать примеру Sega и Warner Bros., которые при дизайне своих персонажей — Ёжика Соника и Тасманского дьявола — выбрали «милых, реальных, но малоизвестных» животных. Для этого команда приобрела руководство по тасманским млекопитающим и в качестве потенциальных вариантов выбрала вомбата, потору и бандикута. Гэвин и Рубин изначально выбрали временное имя для главного героя — «Willy the Wombat» (с англ. — «Вомбат Вилли»). Однако они не собирались оставлять это имя окончательным из-за его «несерьезного звучания» и существования других правообладателей на него вне игровой индустрии. Также это имя было использовано компанией Hudson Soft для своей игры Willy Wombat, выпущенной эксклюзивно для системы Sega Saturn в Японии. Персонаж, несмотря на свою принадлежность к виду бандикутов, продолжал носить имя «Вомбат Вилли», так как окончательное имя еще не было утверждено. Во время ужина недалеко от студии Universal Interactive Гэвин и Рубин придумали антагониста игры. Идею «злого гения с большой головой», полностью зависящего от своих миньонов и своего отношения к ним, предложил Гэвин. Рубин, вдохновившись мультсериалом «Пинки и Брейн», придумал «более злобного Брейна» с миньонами, похожими на ласок из кинофильма «Кто подставил кролика Роджера». Гэвин попытался отыграть характер задуманного персонажа, и оба выбрали имя «Доктор Нео Кортекс».
Исходя из опыта, полученного во время работы над Way of the Warrior, Гэвин и Рубин осознали необходимость увеличения команды разработчиков для создания новой игры. Обосновавшись на территории Universal Interactive, Гэвин, Рубин и Бэггетт завязали дружбу с Тейлором Куросаки, специалистом по визуальным эффектам, работающим над сериалом «Подводная одиссея» в соседнем помещении. Куросаки, ранее работавший с LightWave 3D, был заинтересован в изучении и использовании PowerAnimator и 5 января 1995 года присоединился к коллективу Naughty Dog. Примерно в это время был также нанят Боб Рафей, которому была поручена роль художественного руководителя проекта.

### Дизайн персонажей и художественное оформление
В марте 1995 года компании Universal Interactive и Naughty Dog пригласили Джо Пирсона из Epoch Ink для работы над визуальной составляющей проекта. Пирсон, в свою очередь, порекомендовал привлечь также Чарльза Зембилласа из компании American Exitus. Пирсон и Зембиллас каждую неделю встречались с командой Naughty Dog для создания персонажей и окружающего мира игры. Уже существующий троп с владеющими островными крепостями злыми гениями, в сочетании с главным героем-тасманским зверем, стал вдохновением к созданию таинственного островного сеттинга игры. Пирсон создал концептуальное руководство, в котором были подробно описаны предыстории Крэша и Кортекса, а также установлено, что действие игры разворачивается на остатках потерянного континента Лемурия.
Первоначальные эскизы Зембилласа изображали Крэша как персонажа со сгорбленной фигурой. Однако после того как Пирсон предложил вариант более стройного Крэша, с большим носом и маской а-ля Зорро, Зембиллас начал рисовать Крэша как «несколько более маниакального и безрассудного». С самого начала в Naughty Dog было решено, что между реальным животным и окончательным дизайном Крэша не будет связи, и его внешний вид будет определен «на 51 % по техническим и визуальным требованиям и на 49 % благодаря вдохновению». Гэвин определил окраску шерсти Крэша, создав список популярных персонажей и их цветов, а затем составив список возможных земных фонов (таких как леса, пустыни, пляжи и т. д.). Цвета, которые плохо смотрелись на экране, были строго запрещены, например, красный, который размывался на старых телевизорах. Оранжевый был выбран методом исключения. Чтобы компенсировать низкое разрешение экрана и обеспечить распознаваемость выражений лица персонажа, голова Крэша была увеличена в размерах и лишена шеи. Рубин позже отмечал, что из-за этого дизайна повороты головы Крэша стали более сложными для анимации. Были добавлены мелкие детали, такие как перчатки, пятна на спине Крэша и светлая грудь, чтобы помочь игрокам определять, какая сторона Крэша видна в конкретный момент. Также из-за технических ограничений PlayStation Крэш не получил хвоста, а штаны были укорочены. В первоначальной концепции Крэш был способен говорить, и после воздействия Cortex Vortex его речь наполнялась странными нелогичными отсылками к классической литературе и поп-культуре. Тем не менее, разработчики решили сделать персонажа немым. Это решение было обусловлено тем, что они сочли ранее озвученных видеоигровых персонажей «неудачными, негативными и отвлекающими внимание от процесса сопереживания».
Гэвин и Рубин описали Зембилласу образ Кортекса как персонажа с «огромной головой и крошечным телом, он безумный учёный, и он одевается как нацисты из „Джетсонов“». Изначально Кортекс был задуман как персонаж видеоигры, осознающий себя таковым, который был бы раздражён клише, свойственными ему, и обращался бы к аудитории на протяжении всей игры, ломая «четвёртую стену». Этот элемент был убран, когда в Naughty Dog решили, что катсцены будут мешать игровому процессу. Персонаж Нитриуса Брио был разработан как контраст Кортексу. В отличие от уверенного в себе Кортекса, доктор Брио скромен, его логика контрастирует с эмоциональностью Кортекса, а его изобретения работают в отличие от неудачных разработок Кортекса.
Изначально Аку-Аку был задуман как старый человек, общавшийся понятными только Крэшу невнятными звуками, напоминая отношения между C-3PO и R2-D2 в «Звёздных войнах». Его имя было позаимствовано у полинезийского ресторана возле Бостонской станции Алевайф, у которого на входе стояли огромные статуи тики. Для компенсации сложности игрового позже были добавлены летающие маски Аку-Аку. Первоначальное предложение от Серни использовать полупрозрачный щит оказалось технически сложным, поэтому в качестве альтернативы были созданы летающие маски с низким количеством полигонов.
Персонажи-боссы Риппер Ру и Папу Папу стали полем для творчества аниматоров из Naughty Dog. Риппер Ру также должен был продемонстрировать опасность Cortex Vortex. Персонажи Пинстрайп Потору и Тавна, которую сначала назвали «Кармен», были вдохновлены фильмом «Крёстный отец» и актрисой Памелой Андерсон, соответственно. Однако дизайн Тавны был сделан менее провокационным. Персонажи Братья Комодо и Тайни Тайгер, ставшие боссами в последующих играх серии, изначально были созданы для первой игры.
На этапе создания уровней для игры Пирсон вначале разрабатывал эскизы каждой среды, а дополнительные отдельные элементы разрабатывались и создавались позже. Основной задачей Пирсона было добиться органичного, заросшего вида игры, при этом полностью избегая прямых линий и углов в 90 градусов. Один из художников Naughty Dog вручную нарисовал каждый фоновый объект в игре перед его моделированием. Художники компании получили задачу максимально эффективно использовать текстуры и уменьшить количество геометрии. Сочетание темных и светлых элементов использовалось для создания визуально интересных локаций. На этапах эскизирования, текстурирования и прохождения уровней художники щурились, чтобы удостовериться, что уровни можно пройти, опираясь только на освещенность. Для уровней «Lost City» и «Sunset Vista» были выбраны взаимно акцентирующие друг друга цвета. Интерьер замка Кортекса был разработан так, чтобы отразить его искаженное сознание. По словам Рубина, художники работали над визуальной частью в течение восьми месяцев до того, как был написан какой-либо игровой код.

### Графика
В процессе работы над Crash Bandicoot использовались рабочие станции на базе Silicon Graphics стоимостью 100 тысяч долларов с инструментальной средой на базе IRIX, вместо персональных компьютеров стоимостью 3 тысячи долларов, которые были стандартом в то время. PlayStation имела видеорежим 512 × 240, который использовал видеопамять, обычно зарезервированную для текстур, но также эффективно отображал затененные полигоны без текстурирования. Рубин заметил, что поскольку полигоны на персонажах имели размер всего несколько пикселей, затененные персонажи выглядели бы лучше, чем текстурированные. Поэтому внимание уделялось количеству полигонов вместо текстур, что позволило программистам обойти ограничения PlayStation в коррекции текстур и отсечении полигонов. Для создания в игре атмосферы анимационного мультсериала была реализована вершинная анимация вместо стандартной скелетной анимации с «односуставным» взвешиванием, позволяя программистам использовать более сложное трех-четырехсуставное взвешивание в PowerAnimator. Поскольку PlayStation не могла производить такие вычисления в реальном времени, все положения каждой вершины на каждом кадре были сохранены отдельно. Гэвин, Бэггетт и Серни попытались разработать на ассемблере алгоритм сжатия для такого рода анимации. Версия Серни, хотя и была наиболее сложной, оказалась наиболее успешной из трех. Метод вершинной анимации позволил Крэшу демонстрировать гораздо более широкий диапазон выражений лица по сравнению с другими игровыми персонажами того времени. Рубин создал модель Крэша, состоящую из 532 полигонов, и анимировал всех персонажей игры. Поскольку ноги Кортекса были слишком короткими для того, чтобы его игровая модель могла нормально ходить, во многих сценах он оставался неподвижным.
Для достижения обширной и детализированной графики в игре Рубин, Гэвин и Бэггетт изучили расчет видимости в видеоиграх, последовавших за Doom 1993 года. Они пришли к выводу, что увеличение предварительных расчетов видимости позволит отображать большее количество полигонов в игре. После экспериментов с управлением камерой в свободном движении команда остановилась на «рельсовой» камере, которая следовала рядом, сзади или спереди от Крэша, в основном смотря на него, и таким образом, двигалась по «рельсам» в игровом мире. Поскольку на экране одновременно могло быть видно только 900 полигонов, части ландшафтов игры были скрыты за деревьями, утесами, стенами и извилистыми участками местности. Для решения проблемы ограниченного объема памяти для текстур Гавин разработал процедурные текстуры. В Crash Bandicoot каждый уровень включает в себя от 6 до 8 мегабайт текстур. Бэггетт разработал алгоритмы сжатия, с помощью которых объем данных уровней сократился со 128 до 12 мегабайт, обеспечив совместимость с двухмегабайтной оперативной памятью PlayStation. Тестовый уровень оказался настолько объемным, что его не получилось загрузить в PowerAnimator, и его пришлось разделить на 16 частей. Загрузка каждой части занимала примерно десять минут на компьютере с 256 мегабайтами оперативной памяти. Для решения этой проблемы Бэггетт создал DLE («Dave’s Level Editor», с англ. — «Редактор уровней Дейва») — инструмент для проектирования уровней, где значения RGB из карты уровня использовались для создания игровых ландшафтов, а 10-15 слоев из Adobe Photoshop указывали, как должны быть объединены различные участки уровня. Рафей создал практически все фоны для игры.
Universal Animation Studios произвела пару анимационных роликов с ручной прорисовкой для вступительной и заключительной сцен игры, а также как исходный материал для возможного анимационного сериала в случае коммерческого успеха игры. Но после того как Sony Computer Entertainment взяла на себя издание Crash Bandicoot, рисованные ролики были отвергнуты, поскольку Sony хотела подчеркнуть возможности трёхмерной графики PlayStation. Эти ролики были опубликованы Силлером на YouTube в 2015 году.

### Дизайн уровней
В самом начале разработки Crash Bandicoot команда Naughty Dog определилась с концепцией создания классического платформера в отличие от игры с открытым миром и возможностью исследования, чтобы в полной мере визуализировать трехмерные окружения. Для написания кода персонажей и игрового процесса Гэвин и Бэггетт создали язык программирования «Game-Oriented Object LISP» (GOOL) с использованием синтаксиса LISP. Первые два пробных уровня, созданные для игры, не были включены в финальную версию, поскольку они были слишком открытыми и имели слишком много полигонов. В течение лета 1995 года команда сосредоточилась на создании уровней, которые были бы и функциональными, и интересными, и использовали уровни завода Кортекса для экспериментов по достижению этой цели; механический декор позволил команде уйти от сложного и органичного дизайна леса, выделяя геймплей в двух измерениях. Первые два функциональные уровня, «Heavy Machinery» и «Generator Room», применяли псевдотрехмерный игровой процесс и включали базовые техники, ранее использованные в Donkey Kong Country, такие как вентиляционные отверстия, падающие платформы, трамплины, горячие трубы и враждебные персонажи, двигающиеся туда-сюда. Всё это было организовано в усложняющиеся комбинации по мере продвижения по уровню. На этих двух уровнях также проводилась доработка прыжков и вращающихся атак Крэша. Следующий разработанный уровень «Cortex Power» включал первоначальный концепт «игры про задницу Соника», предполагающий вид сзади и через плечо героя, примененный на первых двух пробных уровнях. После завершения работы над этими тремя уровнями был создан первый рабочий уровень в джунглях под названием «Jungle Rollers», собранный из частей потерпевшего неудачу первого пробного уровня, превращенных в коридор между деревьями. В дальнейшем для каждой выбранной тематической среды создавалось от двух до трех уровней, причем первый уровень представлял собой вводный набор задач, а последующие уровни добавляли новые препятствия с увеличением сложности. Разработка схем уровней и игровых механик не проводилась на бумаге заранее, и в большей степени была результатом метода проб и ошибок со стороны команды Naughty Dog. Силлер создавал эскизы и документировал результаты, однако позже эти документы были использованы им для присвоения себе заслуг по дизайну и механикам игры.
После разработки основного игрового процесса команда Naughty Dog столкнулась с проблемой пустых пространств в игре из-за невозможности PlayStation выводить на экран множество врагов одновременно. Для решения этой проблемы был созданы «Вумпа фрукты» в трёхмерном исполнении с использованием набора текстур, но это не сделало игру более захватывающей. Однажды субботним январским днем 1996 года Гэвин и Рубин придумали механику ящиков, рассуждая, что ящики, состоящие из малого количества полигонов, можно сочетать для достижения интересного эффекта. Гэвин занимался программированием ящиков, а Рубин смоделировал основные ящики, TNT-ящик и быстро нарисовал текстуры. Первые ящики были внедрены в игру спустя шесть часов, а в последующие дни добавлено и множество других ящиков. К февралю 1996 года было разработано более 20 уровней разной степени готовности.
Куросаки спроектировал три четверти уровней игры. Один из последних уровней, созданный им, назывался «Stormy Ascent» и был в четыре раза длиннее других уровней. Несмотря на то, что «Stormy Ascent» был полностью готов к игре, команда Naughty Dog посчитала его слишком сложным и, не имея достаточно времени для его упрощения, решила убрать его из игры перед тем, как отправить золотой мастер Sony. Удаление уровня полностью из кода игры считалось слишком рискованным, поэтому «Stormy Ascent» был оставлен скрытым на диске, доступным для игры с помощью взломщика кодов GameShark. Позже, 20 июля 2017 года, уровень был воссоздан студией Vicarious Visions и выпущен как загружаемый контент для Crash Bandicoot N. Sane Trilogy.

### Звук
Музыкальное сопровождение для Crash Bandicoot было добавлено в последний момент перед презентацией игры на E3. Силлер предложил создать «городскую хаотическую симфонию» вместо традиционной музыки, где были бы объединены различные случайные звуковые эффекты, такие как пение птиц, гудки автомобилей, ворчание и пердеж. Однако этот вариант был отклонен командой Naughty Dog, после чего Силлер представил их музыкальной продакшн-компании Mutato Muzika и её основателю Марку Мазерсбо. По словам Силлера, Mutato Muzika присоединилась к проекту без консультаций с Naughty Dog, что привело к конфликту между Рубином и Силлером. После этого инцидента Серни убрал Силлера из проекта. Музыку для игры написал Джош Манселл, а продюсером выступил Бэггетт. Первоначальные композиции Манселла для игры были бурными и гиперактивными, пока Бэггетт не перенаправил его на создание более атмосферных треков. Звуковые эффекты создавались Майком Голломом, Роном Хорвицем и Кевином Спирсом из Universal Sound Studios. Смех Риппера Ру был взят из записи смеха гиены, озвученного Далласом МакКенноном, из мультфильма «Леди и Бродяга». Озвучку персонажей осуществил Брендан О’Брайен, который связался с Рубином через Пирсона и записал свои реплики в театре «Хичкок» на территории Universal Studios.

## Маркетинг и издание
В сентябре 1995 года Энди Гэвин и Тейлор Куросаки, используя связи последнего с командой сериала «Подводная одиссея», провели два дня в монтажной комнате сериала, создавая двухминутный демонстрационный ролик, который затем передали своему знакомому, который в свою очередь показал его представителям Sony Computer Entertainment. В Sony оценили демонстрацию, но из-за внутренних управленческих проблем компания подписала соглашение с Universal Interactive о издании игры только в марте 1996 года. В процессе подготовки к E3 1996 команда приняла окончательное решение переименовать главного героя в «Crash Bandicoot» (с англ. — «Крэш Бандикут»). Это имя, предложенное Куросаки и Бэггеттом, было выбрано в связи с видовой принадлежностью персонажа и его склонностью к разрушению ящиков. Среди других рассматриваемых вариантов были «Dash», «Smash» и «Bash». Директор по маркетингу Universal Interactive высказал свои возражения против выбранного имени и персонажа Тавны. В то время как Naughty Dog путем угроз покинуть проект смогли сохранить имя «Crash Bandicoot», они решили исключить Тавну из последующих серий игры, опираясь как на этот опыт, так и на желание удовлетворить запрос японской маркетинговой команды Sony на создание более «милого» женского персонажа.
Пытаясь заявить о себе как об авторах Crash Bandicoot, Universal Interactive запретила команде Naughty Dog посещение выставки E3. Утечка временных обложек и пресс-релизов для E3, лишенных логотипа Naughty Dog, противоречила условиям договора между двумя компаниями. В отместку, Джейсон Рубин подготовил и напечатал тысячу экземпляров документа «Naughty Dog, создатель и разработчик Crash Bandicoot», предназначенного для раздачи у выставочного стенда Crash Bandicoot на E3. Заблаговременно он предложил для ознакомления эти буклеты Universal Interactive, что вызвало неудовольствие у президента компании. В мае 1996 года игра Crash Bandicoot была впервые представлена на E3 и получила положительные отзывы. Игра заняла центральное место на стенде Sony на E3, заменив Twisted Metal.
Ами Мацумура-Блэр из Sony выполняла функции менеджера по маркетингу для Crash Bandicoot и сотрудничала с Эриком Моу и Крисом Грейвсом из агентства TBWA\Chiat\Day для создания рекламной кампании игры. Моу и Грейвс, осознавая стремление Sony заявить о себе как о конкуренте Nintendo, придумали идею, согласно которой фанат Crash Bandicoot создает костюм Крэша и досаждает Марио на парковке Nintendo. Команда установила правило, согласно которому в рекламе нельзя было напрямую намекать, что персонаж видеоигры и человек в костюме в рекламе — одно и то же лицо, так как у них были разные характеры. Во время поездки маркетинговой команды в Сиэтл для съемок рекламы были созданы короткие ролики, изображающие путешествие фаната к Nintendo. Съемки рекламного ролика проходили возле одного из зданий Nintendo, но не у главного офиса в Редмонде, что, по мнению Мацумура-Блэр, соответствовало юмористическому стилю кампании; она отметила, что «вполне логично, что этот парень не сделал домашнюю работу и ошибся с зданием». Был также рассмотрен вариант создания дополнительного ролика с участием Sega, но из-за увеличения расходов эту идею так и не реализовали.
Разработка Crash Bandicoot заняла 18 месяцев. Игра была выпущена в Северной Америке 9 сентября 1996 года и в Европе 8 ноября 1996 года.

### Издание в Японии
В преддверии презентации Crash Bandicoot японскому подразделению Sony, Энди Гэвин уделил месяц изучению аниме и манги, вдумчиво прочитав книги по этим тематикам на английском, изучив японское кино и проанализировав характеры персонажей в видеоиграх. На первой встрече с руководителями Sony Computer Entertainment Japan они предоставили Naughty Dog документ, сравнивающий Crash Bandicoot с серией Mario и Nights into Dreams. Несмотря на то, что графика Crash получила высокую оценку, руководители Sony также указали на слабые стороны персонажа и «неяпонское» происхождение игры. После первой встречи, во время перерыва, Гэвин дал художнице Шарлотте Фрэнсис 15 минут на корректировку черт лица Крэша. После демонстрации измененного изображения, Sony Japan приобрела права на распространение игры Crash Bandicoot в Японии.
В японской версии Crash Bandicoot уровень сложности был снижен с учетом предпочтений японского рынка. В процессе локализации максимально скрывалось американское происхождение игры, например, были убраны все латинские буквы. В японской версии игры были добавлены текстовые подсказки от Аку-Аку. Кроме того, по требованию японского подразделения Sony часть музыкального сопровождения игры была изменена на менее агрессивное. Экран, на котором на Крэша падают ящики, пропущенные игроком на уровне, был изменен, поскольку японские дети в процессе тестирования сообщали, что это их беспокоит и расстраивает.
В рекламной кампании Crash Bandicoot на японском телевидении был использован танец в исполнении танцора в костюме Крэша. Танец придумала Мэгуми Хосоя, маркетинговый менеджер Sony Japan. Музыка из этой рекламы стала вступительной темой для японских версий последующих игр серии Crash Bandicoot. Успех рекламной кампании вдохновил Naughty Dog включить этот танец в игры. Игра была выпущена в Японии 9 декабря 1996 года, а затем переиздана в рамках серии The Best for Family 28 мая 1998 года. В 2001 году последовал выпуск в серии PSOne Books.

## Критический приём
| Сводный рейтинг                    | Сводный рейтинг   |
| Агрегатор                          | Оценка            |
| ---------------------------------- | ----------------- |
| GameRankings                       | 80,40 %           |
| Иноязычные издания                 |                   |
| Издание                            | Оценка            |
| CVG                                | 4 из 5            |
| EGM                                | 33,5 из 40        |
| GameFan                            | 298 из 300        |
| Game Informer                      | 9 из 10           |
| GameRevolution                     | B                 |
| GameSpot                           | 6,8 из 10         |
| IGN                                | 7,5 из 10         |
| Next Generation                    | 3 из 5            |
| GamePlayers                        | 8,8 из 10         |
| Hyper                              | 90 %              |
| PlayStation Official Magazine – UK | 9 из 10           |
| Русскоязычные издания              |                   |
| Издание                            | Оценка            |
| «Страна игр»                       | 4+ из 5           |
| «Магазин игрушек»                  | 95 %              |
| «Суперэнциклопедия PS1»            | 10 из 10          |
| Награды                            |                   |
| Издание                            | Награда           |
| Electronic Gaming Monthly          | Game of the Month |
| GameFan                            | Game of the Month |

Игра Crash Bandicoot получила в основном положительные отзывы от критиков. Журналы Electronic Gaming Monthly и GameFan удостоили её звания «Игра месяца».
Критики в целом считали игровой процесс Crash Bandicoot стандартным для жанра, но некоторые из них также считали его увлекательным и хорошо отшлифованным. E. Storm из GameFan, присудивший игре и её конкуренту Super Mario 64 максимальные оценки, заявил, что «Mario 64 — это идеальная экшн-адвенчура, а Crash — идеальный экшн-платформер». Тем не менее, Зак Местон из GameSpot и рецензент из Next Generation отнеслись к игре менее снисходительно: Местон охарактеризовал игровой процесс как «плоский, как животное, раздавленное на четырёхполосной дороге», в то время как рецензент из Next Generation назвал игру «самой банальной игрой, когда-либо выпущенной на игровой системе». По аналогии, обозреватель «Страны игр» отметил, что в игре нет «ничего действительно нового».
Линейность уровней и отсутствие возможности исследования разочаровали многих, однако меняющиеся между уровнями ракурсы были признаны интересными. Из-за неподвижной камеры у игроков возникали проблемы с оценкой прыжков. Разнообразие игрового процесса, обусловленное этими изменениями ракурсов, а также дополнительные раунды и драгоценные камни, были высоко оценены. Уровень сложности игры был оценён как высокий, но не вызывающий раздражения, однако Томми Глайд из GamePro и Дэн Цу из Electronic Gaming Monthly отметили, что и боссов и обычных врагов легко победить. Управление в игре получило одобрение от Небойши Радаковича из GameRevolution, тогда как другие критики посчитали его приемлемым, но и немного медлительным. Обозреватель из Official UK PlayStation Magazine указал на некоторую несбалансированность точек сохранения, приведя в пример участок на втором острове, где в течение трёх уровней нет ни одной точки сохранения.
Визуальная часть игры была высоко оценена критиками, многие из которых посчитали графику лучшей среди игровых систем пятого поколения. Особое внимание уделялось текстурам с затенением Гуро, ярким и детализированным фонам, освещению и теням, плавной анимации и таким специальным эффектам, как огонь и прозрачность воды. Однако Радакович утверждал, что тонирование текстур иногда слишком реалистично, что делает игровой процесс сложнее, например, делая ямы схожими с тенями и наоборот. Визуальный стиль игры сравнивали с мультфильмами, причем Глайд отметил, что анимация смерти Крэша добавляет «изюминку Warner Brothers». Характер и дизайн Крэша были хорошо приняты, в то время как дизайн противников, по мнению Глайда, оставлял желать лучшего.
Отзывы о звуковом сопровождении игры были в целом положительными. E. Storm отметил качество PCM-саундтрека, заявив, что «Когда вы прыгаете на свинью, захочется закричать „йи-ха!“, а когда вы находитесь посреди Castle Machinery, почувствуете себя настоящим Джорджем Джетсоном». Глайд назвал звуковые эффекты «отличными», хотя посчитал, что «тонкая, ненавязчивая музыка может показаться некоторым глуповатой». Дэн Тус из Hyper отметил, что звуковая дорожка игры делает ее атмосферу похожей на мультфильм. Аналогично, Дмитрий Яковлев из «Магазина игрушек» отметил, что музыка передаёт атмосферу уровней игры, в том числе «джунглей, заброшенных городов, лабораторий и заводов сумасшедших докторов».
В 2009 году в ретроспективном обзоре в Destructoid было заявлено, что игра устарела с момента своего выхода из-за отсутствия поддержки джойстиков DualShock, проблемной камеры и неудовлетворительного управления прыжками и вращением. В 2015 году редакция Fact поставила музыкальное сопровождение Манселла на 69 место в списке лучших игровых саундтреков, описав его как «лучшие фанк-хаусные риффы, которые можно найти за пределами Crazy Cousins». 2018 году игра заняла 179-е место в списке «200 лучших игр всех времен» по версии GamesTM.

## Продажи
Игра Crash Bandicoot стала коммерчески успешной. В первый месяц после релиза в США игра заняла второе место по количеству взятых в аренду экземпляров в магазинах Blockbuster Video, а уже на следующий месяц вышла на первое место, оставаясь в десятке лидеров ещё два месяца. В 1996 году по всему миру было продано более миллиона копий, включая 640 тысяч в США и Европе, что позволило игре занять четвертое место по продажам на PlayStation в США и пятое в Европе. В Австралии за первый месяц было распродано свыше 100 тысяч копий.
Успех Crash Bandicoot сохранялся и в 1997 году, когда игра заняла десятое место по объемам продаж в США. В мае того же года Crash Bandicoot стала первой неяпонской игрой, которая получила «Золотую награду» в Японии за продажи свыше 500 тысяч копий, а в сентябре вышла в бюджетной серии Greatest Hits. К концу февраля 1998 года продажи в США достигли 1,5 миллиона копий, а в Японии и Европе — 610 и 725 тысяч соответственно. В 1998 году Crash Bandicoot сохраняла свою популярность: по данным компании PC Data, в течение этого года в США было продано 771 809 копий игры, что принесло доход в 16 миллионов долларов. Эти результаты сделали Crash Bandicoot десятой самой продаваемой игрой на PlayStation в США за 1998 год. Игра находилась почти два года в топ-20 чартов продаж PlayStation по данным NPD TRSTS, покинув их лишь в сентябре 1998 года. В Австралии Crash Bandicoot стала четвертой по продажам игрой для домашних игровых систем в 1998 году.
В 1999 году на фестивале Milia в Каннах игра Crash Bandicoot получила «Золотую» награду за общий доход в более 17 миллионов евро в странах Евросоюза за 1998 год. К началу 1999 года было продано 4,49 миллиона копий игры. К ноябрю 2003 года общий объем продаж составил более 6,8 миллионов копий по всему миру, благодаря чему «Crash Bandicoot» стала одной из самых популярных игр для PlayStation и заняла первое место по продажам в США.

## Наследие
После выпуска Crash Bandicoot студия Naughty Dog разработала и выпустила два продолжения — Crash Bandicoot 2: Cortex Strikes Back в 1997 году и Crash Bandicoot: Warped в 1998 году, а также гоночную игру Crash Team Racing в 1999 году. Все эти проекты получили высокие оценки критиков и коммерческий успех. Серия укрепила репутацию Naughty Dog на рынке видеоигр, и студия также достигла успеха с сериями Jak and Daxter, Uncharted и The Last of Us. В 2016 году компания воссоздала один из уровней Crash Bandicoot в игре Uncharted 4: A Thief’s End. С 2000 года, после окончания соглашения между Universal Interactive и Sony, серия Crash Bandicoot попала к другим разработчикам, и новые игры получили смешанные отзывы.
Crash Bandicoot была выпущена в сети PlayStation Network в США 4 декабря 2006 года и в Европе 22 июня 2007 года. На выставке E3 2016 Sony объявила, что в честь 20-летия серии первые три игры будут переизданы студией Vicarious Visions в сборнике под названием Crash Bandicoot N. Sane Trilogy. Этот сборник был выпущен 30 июня 2017 года для игровой системы PlayStation 4.